# Dmitrij Sokolov (cestista)
Dmitrij Nikolaevič Sokolov (in russo Дмитрий Николаевич Соколов?; Stavropol', 21 gennaio 1985) è un ex cestista russo.

## Carriera
Con la Russia ha disputato due edizioni dei Campionati europei (2009, 2013).

## Palmarès
- Campionato russo: 4

CSKA Mosca: 2009-10, 2010-11, 2011-12, 2012-13
- Coppa di Russia: 3

UNICS Kazan': 2008-09, 2013-14
CSKA Mosca: 2009-10
- VTB United League: 3

CSKA Mosca: 2009-10, 2011-12, 2012-13